# Tecnígrafo

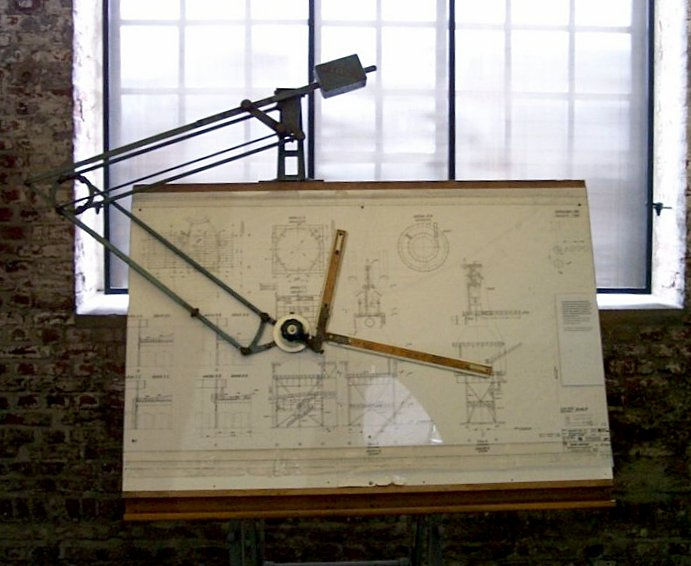
Tablero de dibujo con tecnígrafo.

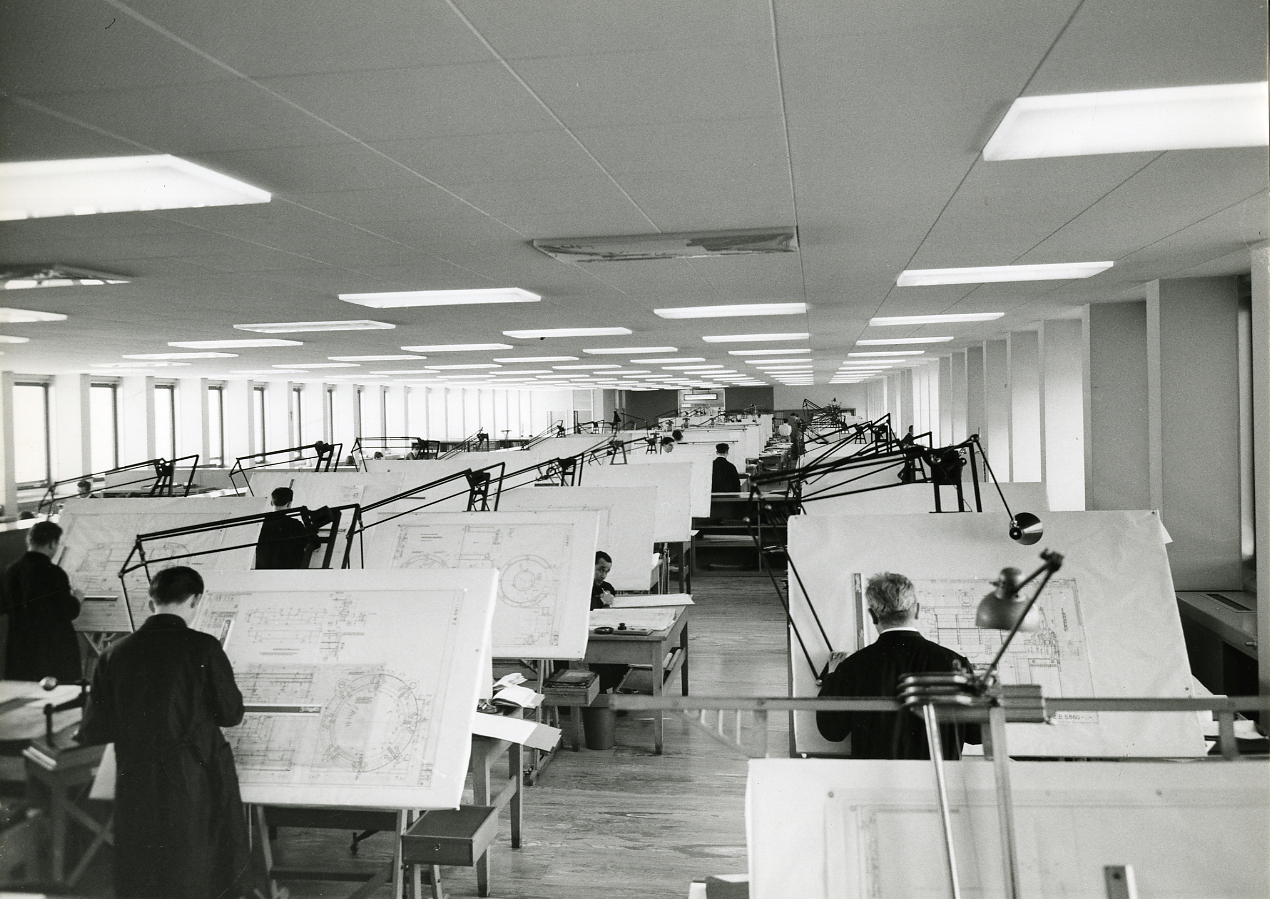
Salón de los diseñadores de la industria Ercole Marelli, Sesto San Giovanni. Foto par Paolo Monti, 1963.

El tecnígrafo es una herramienta de ayuda al dibujo técnico que consiste en una escuadra (un par de reglas en ángulo recto) montada en un goniómetro articulado que permite una rotación angular. El conjunto (pareja de reglas y goniómetro) es capaz de moverse libremente por toda la superficie del tablero de dibujo, con un desplazamiento directo o indirecto mediante dos guías ancladas al tablero de dibujo. Estas guías, que actúan por separado, aseguran el movimiento del conjunto, en dirección horizontal o vertical del plano de trabajo, respectivamente, y se pueden bloquear de forma independiente la una de la otra.
El tecnígrafo (en inglés "drafting machine" o "máquina de dibujar") fue inventado por Charles H. Little en 1901 (U.S. Patent No. 1,081,758). Little fundó la empresa 'Universal Drafting Machine Company', en Cleveland, Ohio, para fabricar y vender la herramienta.

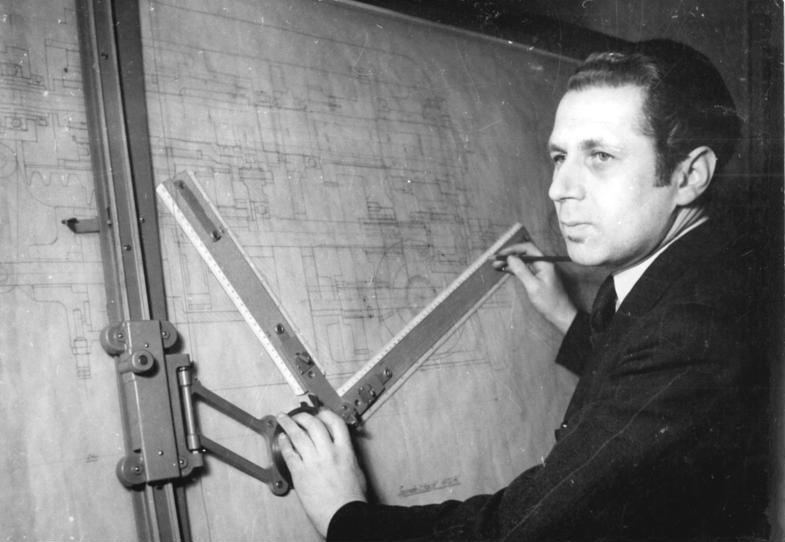
Dibujando con tecnígrafo en un tablero de dibujo en 1951.

El aparato estuvo presente en las oficinas de diseño de las empresas europeas desde la segunda década del siglo XX. Es curioso ver cómo la autoridad de la Encyclopaedia Britannica especifica explícitamente 1930 como el año de la introducción de esta herramienta.
En los equipos de diseño más antiguos, el movimiento del grupo quedaba asegurado mediante un 'brazo' que permite mantener el conjunto con el mismo ángulo durante todo su recorrido. El brazo se equilibraba mediante un sistema de contrapesos o muelles.
Normalmente, el tecnígrafo va montado en el tablero de trabajo de una mesa de dibujo con una superficie dura y lisa, anclada a una base que permite su inclinación y elevación. De esta manera la realización del dibujo se puede llevar a cabo de la forma más conveniente tanto en una superficie de trabajo horizontal, como vertical.
Existen versiones especiales para mesas de dibujo de formato doble A0 (para realizar dibujos de grandes dimensiones), o para mesas con una caja de iluminación de trasfondo, para las que son necesarios unos equipos que proporcionen el apoyo específico.
Con el tecnígrafo se puede llevar a cabo una serie de operaciones de dibujo que de otra manera sólo se puede conseguir con un uso mucho más complejo de los utensilios clásicos regla, escuadra y transportador, como, por ejemplo, el trazado de rectas paralelas, de rectas perpendiculares, rectas inclinadas según un ángulo preestablecido, medida de ángulos, etc.
Con el desarrollo del software de diseño asistido por ordenador (CAD), la utilización del tecnígrafo —especialmente en el sector profesional— se ha visto drásticamente reducida, y la impresión sobre soporte de papel, ahora, se confía al plóter.